# Nagrada Europske unije za književnost
Nagrada Europske unije za književnost (The European Union Prize for Literature: EUPL) nagrada je koju dodjeljuje Europska unija od 2009. godine u području književnosti. Cilj je njome prepoznati nove izvanredne književne talente iz cijele Europe i promovirati cirkulaciju i prevođenje književnih djela među europskim državama te istaknuti kreativnost i raznolikost kontinenta.
EUPL organizira partnerski konzorcij koji čine Europsko vijeće pisaca (EWC), Federacija europskih izdavača (FEP) te Europska i Međunarodna federacija knjižara (EIBF) uz potporu Europske komisije. Nagrada se financira programom Europske unije Kreativna Europa i dostupna je svim zemljama koje sudjeluju u ovom programu.
Nacionalni žiriji u trećini zemalja članica naizmjenično imenuju nagrađene autore. Na taj će način sve zemlje koje imaju pravo na potporu u okviru programa Kreativna Europa biti predstavljene tijekom trogodišnjeg razdoblja.
Dobitnici primaju 5000 eura, a njihovoj se knjizi da potpora za prevođenje i promociju.
Države koje sudjeluju uključuju:
- 28 pripadnika Europske unije
- 3 pripadnika Europskog gospodarskog prostora: Island, Lihtenštajn i Norveška
- Kandidati i potencijalni kandidati za ulazak u EU: Albanija, Bosna i Hercegovina, Kosovo, Crna Gora, Sjeverna Makedonija, Srbija i Turska
- Države Europske susjedske politike: Armenija, Gruzija, Moldavija, Tunis i Ukrajina

## Pobjednici

### 2009.
- Austrija: Paulus Hochgatterer, Die Süße des Lebens
- Hrvatska: Mila Pavićević, Djevojčica od leda i druge bajke
- Francuska: Emmanuelle Pagano, Les Adolescents troglodytes
- Mađarska: Noémi Szécsi, Kommunista Monte Cristo
- Irska: Karen Gillece, Longshore Drift
- Italija: Daniele Del Giudice, Orizzonte mobile
- Litva: Laura Sintija Černiauskaitė, Kvėpavimas į marmurą
- Norveška: Carl Frode Tiller, Innsirkling
- Poljska: Jacek Dukaj, Lód
- Portugal: Dulce Maria Cardoso, Os Meus Sentimentos
- Slovačka: Pavol Rankov, Stalo sa prvého septembra (alebo inokedy)
- Švedska: Helena Henschen, I skuggan av ett brott[4]

### 2010.
- Belgija: Peter Terrin, De bewaker
- Cipar: Myrto Azina Chronides (Μυρτώ Αζίνα Χρονίδη), Το πείραμα (To Peírama)
- Danska: Adda Djørup, Den mindste modstand
- Estonija: Tiit Aleksejev, Palveränd
- Finska: Riku Korhonen, Lääkäriromaani
- Njemačka: Iris Hanika, Das Eigentliche
- Luksemburg: Jean Back, Amateur
- Rumunjska: Răzvan Rădulescu, Teodosie cel Mic
- Slovenija: Nataša Kramberger, Nebesa v robidah: roman v zgodbah
- Španjolska: Raquel Martínez-Gómez, Sombras de unicornio
- Sjeverna Makedonija: Goce Smilevski (Гоце Смилевски), Сестрата на Зигмунд Фројд

### 2011.
- Bugarska: Kalin Terziyski (Калин Терзийски), Има ли кой да ви обича (Ima li koj da vi običa)
- Češka: Tomáš Zmeškal, Milostný dopis klínovým písmem
- Grčka: Kostas Hatziantoniou (Κώστας Χατζηαντωνίου), Αγκριτζέντο (Agrigento)
- Island: Ófeigur Sigurðsson, Jón
- Latvija: Inga Žolude, Mierinājums Ādama kokam
- Lihtenštajn: Iren Nigg, Man wortet sich die Orte selbst
- Malta: Immanuel Mifsud, Fl-Isem tal-Missier (u tal-Iben)
- Crna Gora: Andrej Nikolaidis, Sin
- Nizozemska: Rodaan Al Galidi, De autist en de postduif
- Srbija: Jelena Lengold, Vašarski mađioničar
- Turska: Çiler İlhan, Sürgün
- Ujedinjeno Kraljevstvo: Adam Foulds, The Quickening Maze[5]

### 2012.
- Austrija: Anna Kim, Die gefrorene Zeit
- Hrvatska: Lada Žigo, Rulet
- Francuska: Laurence Plazenet, L’amour seul
- Mađarska: Viktor Horváth, Török tükör
- Irska: Kevin Barry, City of Bohane
- Italija: Emanuele Trevi, Qualcosa di scritto
- Litva: Giedra Radvilavičiūtė, Šiąnakt aš miegosiu prie sienos
- Norveška: Gunstein Bakke, Maud og Aud. Ein roman om trafikk
- Poljska: Piotr Paziński, Pensjonat
- Portugal: Afonso Cruz, A Boneca de Kokoschka
- Slovačka: Jana Beňová, Café Hyena: Plán odprevádzania
- Švedska: Sara Mannheimer, Handlingen[6]

### 2013.
- Belgija: Isabelle Wéry, Marilyn désossée
- Bosna i Hercegovina: Faruk Šehić, Knjiga o Uni
- Cipar: Emilios Solomou (Αιμίλιος Σολωμού), Hμερολóγιο μιας απιστίας (Emerológio mias apistías)
- Danska: Kristian Bang Foss, Døden kører Audi
- Estonija: Meelis Friedenthal, Mesilased
- Finska: Katri Lipson, Jäätelökauppias
- Njemačka: Marica Bodrožić, Kirschholz und alte Gefühle
- Luksemburg: Tullio Forgiarini, Amok: Eng Lëtzebuerger Liebeschronik
- Sjeverna Makedonija: Lidija Dimkovska (Лидија Димковска), Резервен живот (Rezerven život)
- Rumunjska: Ioana Pârvulescu, Viața începe vineri
- Slovenija: Gabriela Babnik, Sušna doba
- Španjolska: Cristian Crusat, Breve teoría del viaje y el desierto

### 2014.
- Albanija: Ben Blushi, Otello, Arapi i Vlorës
- Bugarska: Milen Ruskov (Милен Русков), Възвишение (Vǎzvišenie)
- Češka: Jan Němec, Dějiny světla
- Grčka: Makis Tsitas (Μάκης Τσίτας), Μάρτυς μου ο Θεός (Mártis mou o Theós)
- Island: Oddný Eir, Jarðnæði
- Latvija: Jānis Joņevs, Jelgava 94
- Lihtenštajn: Armin Öhri, Die dunkle Muse: Historischer Kriminalroman
- Malta: Pierre J. Mejlak, Dak li l-Lejl Iħallik Tgħid
- Crna Gora: Ognjen Spahić, Puna glava radosti
- Nizozemska: Marente de Moor, De Nederlandse maagd
- Srbija: Uglješa Šajtinac (Угљеша Шајтинац), Сасвим скромни дарови (Sasvim skromni darovi)
- Turska: Birgül Oğuz, Hah
- Ujedinjeno Kraljevstvo: Evie Wyld, All the Birds, Singing[7][2]

### 2015.
- Austrija: Carolina Schutti, Einmal muss ich über weiches Gras gelaufen sein
- Hrvatska: Luka Bekavac, Viljevo
- Francuska: Gaëlle Josse, Le dernier gardien d’Ellis Island
- Mađarska: Edina Szvoren, Nincs, és ne is legyen
- Irska: Donal Ryan, The Spinning Heart
- Italija: Lorenzo Amurri, Apnea
- Litva: Undinė Radzevičiūtė, Žuvys ir drakonai
- Norveška: Ida Hegazi Høyer, Unnskyld
- Poljska: Magdalena Parys, Magik
- Portugal: David Machado, Índice médio de felicidade
- Slovačka: Svetlana Žuchová, Obrazy zo života M.
- Švedska: Sara Stridsberg, Beckomberga: ode till min familj[3]

### 2016.
- Belgija: Christophe Van Gerrewey, Op de Hoogte
- Bosna i Hercegovina: Tanja Stupar-Trifunović (Тања Ступар Трифуновић), Сатови у мајчиној соби (Satovi u majčinoj sobi)
- Cipar: Antonis Georgiou (Αντώνης Γεωργίου), Ένα άλπουμ ιστορίες (Éna álpoum istoríes)
- Danska: Bjørn Rasmussen, Huden er det elastiske hylster der omgiver hele legemet
- Estonija: Paavo Matsin, Gogoli disko
- Finska: Selja Ahava, Taivaalta tippuvat asiat
- Njemačka: Benedict Wells, Vom Ende der Einsamkeit
- Luksemburg: Gast Groeber, All Dag verstoppt en aneren
- Rumunjska: Claudiu M. Florian, Vârstele jocului. Strada Cetății.
- Slovenija: Jasmin B. Frelih, Na/pol
- Španjolska: Jesús Carrasco, La tierra que pisamos
- Sjeverna Makedonija: Nenad Joldeski (Ненад Јолдески), Секој со своето езеро (Sekoj so svoeto ezero)

### 2017.
- Albanija: Rudi Erëbara, Epika e yjeve të mëngjesit
- Bugarska: Ina Vultchanova (Ина Вълчанова), Остров Крах (Ostrov Krah)
- Češka: Bianca Bellová, Jezero
- Grčka: Kallia Papadaki (Κάλλια Παπαδάκη), Δενδρίτες (Dendrítes)
- Island: Halldóra K. Thoroddsen, Tvöfalt gler
- Latvija: Osvalds Zebris, Gaiļu kalna ēnā
- Malta: Walid Nabhan, L-Eżodu taċ-Ċikonji
- Crna Gora: Aleksandar Bečanović, Arcueil
- Nizozemska: Jamal Ouariachi, Een honger
- Srbija: Darko Tuševljaković, Jaz
- Turska: Sine Ergün, Baştankara
- Ujedinjeno Kraljevstvo: Sunjeev Sahota, The Year of the Runaways[8]

### 2018.
Godine 2018. nagrada Europske unije za književnost slavila je desetu godišnjicu. Organizirano je natjecanje na koje su se mogli prijaviti svih 108 prijašnjih pobjednika. Pet je pobjednika:
- Luksemburg: Jean Back, Europäesch Wolleken
- Sjeverna Makedonija: Lidija Dimkovska (Лидија Димковска), Кога заминав од „Карл Либкнехт“ (Koga zaminav od „Karl Liebknecht“)
- Luksemburg: Gast Groeber, Aktuelle Wetterwarnung: überwiegend dichter Nebel
- Srbija: Jelena Lengold, Jasmin i smrt
- Rumunjska: Ioana Pârvulescu, O voce

### 2019.
- Austrija: Laura Freudenthaler, Geistergeschichte
- Finska: Piia Leino, Taivas
- Francuska: Sophie Daull, Au grand lavoir
- Mađarska: Réka Mán-Várhegyi, Mágneshegy
- Gruzija: Beqa Adamashvili (ბექა ადამაშვილი), ამ რომანში ყველა კვდება (am romanshi q’vela k’vdeba)
- Grčka: Nikos Chryssos (Νίκος Χρυσός), Καινούργια μέρα (Kainourgia mera)
- Irska: Jan Carson, The Firestarters
- Italija: Giovanni Dozzini, E Baboucar guidava la fila
- Litva: Daina Opolskaitė, Dienų piramidės
- Poljska: Marta Dzido, Frajda
- Rumunjska: Tatiana Țîbuleac, Grădina de sticlă
- Slovačka: Ivana Dobrakovová, Matky a kamionisti
- Ukrajina: Haska Shyyan (Гаська Шиян), За спиною (Za spynoju)
- Ujedinjeno Kraljevstvo: Melissa Harrison, All Among the Barley

### 2020.
- Belgija: Nathalie Skowronek, La carte des regrets
- Bosna i Hercegovina: Lana Bastašić, Uhvati zeca
- Hrvatska: Maša Kolanović, Poštovani kukci i druge jezive priče
- Cipar: Stavros Christodoulou (Σταύρος Χριστοδούλου), Τη μέρα που πάγωσε ο ποταμός (Te méra pou págose o potamós)
- Danska: Asta Olivia Nordenhof, Penge på lommen
- Estonija: Mudlum, Poola poisid
- Njemačka: Matthias Nawrat, Der traurige Gast
- Kosovo: Shpëtim Selmani, Libërthi i dashurisë
- Luksemburg: Francis Kirps, Die Mutationen
- Crna Gora: Stefan Bošković, Ministar
- Sjeverna Makedonija: Petar Andonovski (Петар Андоновски), Страв од варвари (Strav od varvari)
- Norveška: Maria Navarro Skaranger, Bok om sorg
- Španjolska: Irene Solà, Canto jo i la muntanya balla[10][11]

### 2021.
- Albanija: Tom Kuka, Flama
- Armenija: Aram Pachyan (Արամ Պաչյան), P/F
- Bugarska: Georgi Bardarov (Георги Бърдаров), Absolvo te
- Češka: Lucie Faulerová, Smrtholka
- Island: Sigrún Pálsdóttir, Delluferðin
- Latvija: Laura Vinogradova, Upe
- Malta: Lara Calleja, Kissirtu kullimkien
- Nizozemska: Gerda Blees, Wij zijn licht
- Portugal: Frederico Pedreira, A Lição do Sonâmbulo
- Srbija: Dejan Tiago Stanković, Zamalek
- Slovenija: Anja Mugerli, Čebelja družina
- Švedska: Maxim Grigoriev, Europa
- Tunis: Amine Al Ghozzi (أمين الغزي), زندالي ليلة 14 جانفي 2011 (zindali laylat 14 janfi 2011)[12]

### 2022.
Godine 2022. promijenio se način davanja nagrada: sedmeročlani žiri nagrađuje samo jednoga pobjednika s pet dodatnih djela koja treba spomenuti (special menitons).
Pobjednik:
- Gruzija: Iva Pezuashvili (ივა ფეზუაშვილი), ბუნკერი (bunk’eri)

Spomena vrijedni:
- Belgija: Gaea Schoeters, Trofee
- Bosna i Hercegovina: Slađana Nina Perković, U jarku
- Irska: Tadhg Mac Dhonnagáin, Madame Lazare
- Španjolska: Jacobo Bergareche, Los días perfectos
- Ukrajina: Євгенія Кузнєцова (Yevhenia Kuznjecova), Спитайте Мієчку (Spitajte Miječku)

### 2023.
Pobjednik:
- Hrvatska: Martina Vidaić, Stjenice[14]

Spomena vrijedni:
- Cipar: Χάρη Ν. Σπανού (Hari N. Spanou), Φυλάκιο (Fylákio)
- Estonija: Tõnis Tootsen, Ahvide pasteet. Ühe ahvi mälestusi ja mõtteid
- Finska: Iida Rauma, Hävitys
- Francuska: Maud Simonnot, L’heure des oiseaux
- Kosovo: Ag Apolloni, Kësulëkuqja, përrallë për të rritur

### 2024.
Pobjednik:
- Danska: Theis Ørntoft, Jordisk

Spomena vrijedni:
- Bugarska: Todor Todorov, Хагабула
- Njemačka: Deniz Utlu, Vaters Meer
- Island: María Elísabet Bragadóttir, Sápufuglinn
- Nizozemska: Sholeh Rezazadeh, Ik ken een berg die op me wacht,
- Slovenija: Tina Vrščaj, Na klancu

### 2025.
Od 2025. navode se samo dva spomena vrijedna autora uz pobjednika.
Povjednik:
- Italija: Nicoletta Verna, I Giorni di Vetro

Spomena vrijedni:
- Belgija: Philippe Marczewski, Quand Cécile (When Cécile)
- Irska: Sheila Armstrong, Falling Animals

## Vanjske poveznice
- Glavna stranica Nagrade Europske unije za književnost